# 笑撃戦隊
笑撃戦隊（しょうげきせんたい）は、かつてワタナベエンターテインメントで活動していたお笑いコンビ。2022年9月30日解散。

## メンバー
- 野村 辰二（のむら しんじ、1984年7月27日（40歳） - ）ツッコミ担当。立ち位置は左。
  - 大阪府大阪市港区出身。
  - 血液型A型、身長182cm、体重69kg。
  - 大阪の柔道整復師の学校に在学していた時に、その学校の同級生とコンビを組んでフリーで活動。この時の相方が東京で本格的にお笑いを学びたいと言い出し、2006年に一緒に上京してワタナベコメディスクール入学[2]。この時の相方は、コンビ「イロモン」（浅井企画所属）、トリオ「けものん」（SMA NEET Project）のメンバーだった薗田雄介[3]だったが、ワタナベコメディスクール入学後、約3か月で解散[4]。
  - 好きなタイプの女性はぽっちゃりしている人で、芸人仲間からはデブ専と言われている[5]。ぽっちゃり女芸人のやしろ優と付き合い同棲し（プロポーズは野村からしたという）[6][7]。2016年7月9日、やしろの29歳の誕生日に結婚[6]。芸人としては妻の方が売れているため、「ヒモ夫」のキャラクターでバラエティ番組に出演することが増えている。
  - 2020年1月6日放送の『芸人報道』（日本テレビ）で、やしろに1000万円の借金があることが判明。芸人としての収入が月2万円程度であることも明かされるも、アルバイトもしておらず、ゲームなどをしたりhuluを見たりして「情報をインプットしている」と語り、司会の岡村隆史（ナインティナイン）らから苦言を呈された[8]。

- 柴田 アイスピック（しばた あいすぴっく、1984年4月3日（40歳） - ）ボケ担当。立ち位置は右。
  - 愛知県岡崎市出身[9]。愛知学院大学卒業後、お笑い芸人を目指し上京[2]。
  - 血液型O型、身長175cm、体重60kg。
  - 本名および旧芸名:柴田 基（しばた もとい）。
  - 2017年9月に「柴田アイスピック」に改名した。
  - 大学生時代はジャズ研究会に所属[2]。特技はこの大学時代から続けているサックスで[10]、ミュージシャンにもなりたかったと言う[2]。シャカ・植松のバンド『のんびり村』でもサックスを担当するほか音楽イベントでも何度か披露している[11]。
  - 卓球をしていたことがある[12]。
  - 剣と帽子を収集している[10]。
  - 解散後は「ばし太」としてピン芸人で活動する。

## 来歴
ワタナベコメディスクール6期生出身（2007年4月入学、2008年3月卒業）。「お笑い界に衝撃を与えてやる」という意味で「笑撃」、これだけだと角が立つという理由で「戦隊」を付けて「笑撃戦隊」になった。
2010年・2015年・2017年のM-1グランプリで準決勝へと進出し、2013年・2014年のTHE MANZAIでは認定漫才師に選ばれた。2016年の「ワタナベお笑いNo.1決定戦」にて優勝し、同年に開催された第15回決戦!お笑い有楽城にて優勝。
2022年9月30日、同日をもってコンビを解散する事を発表。2015年のM-1グランプリ復活以後の準決勝進出者としては初の解散だった。ばし太は自身のTwitterアカウントにて解散理由を「総合すると方向性の不一致」とし、また「今となっては野村には本当に感謝しかありません」と心境を綴ると共に今後はピン芸人として活動していく事を明かしている。

## 芸風
主に漫才。2015年から野村がツッコんだ後に柴田がボケるという、普通とは逆の流れの漫才を行っている。これは2015年3月のあるライブで野村が間違えて先にツッコむというハプニングがあり、そこから「この形で漫才をするとどうなるか」とふと思い始めたことがきっかけ。この流れでのネタを作って、同年5月の単独ライブで披露したところウケが意外に良かったことから可能性を感じて、以後このネタを続けている。同年のM-1グランプリでもこのスタイルでのネタを続けた。

## 賞レースでの戦績

### M-1グランプリ
|                  | 結果         | 順位                        | エントリー No. | 会場                       | 日時       | 備考                 |
| ---------------- | ------------ | --------------------------- | -------------- | -------------------------- | ---------- | -------------------- |
| 2007年（第7回）  | 2回戦進出    |                             |                | ラフォーレミュージアム原宿 | 2007/11/4  | アマチュアとして出場 |
| 2008年（第8回）  | 2回戦進出    |                             |                | ラフォーレミュージアム原宿 | 2008/11/1  | アマチュアとして出場 |
| 2009年（第9回）  | 3回戦進出    |                             |                | ルミネtheよしもと          | 2009/11/26 | フリーとして出場     |
| 2010年（第10回） | 準決勝進出   | 予選順位24位                |                | 両国国技館                 | 2010/12/12 |                      |
| 2015年（第11回） | 準決勝進出   | 予選順位22位 敗者復活戦9位  | 2929           | EX THEATER ROPPONGI        | 2015/11/19 |                      |
| 2016年（第12回） | 準々決勝進出 |                             | 1515           | NEW PIER HALL              | 2016/11/6  |                      |
| 2017年（第13回） | 準決勝進出   | 予選順位29位 敗者復活戦10位 | 2168           | NEW PIER HALL              | 2017/11/15 |                      |
| 2018年（第14回） | 3回戦進出    |                             | 3349           | ルミネtheよしもと          | 2018/10/17 |                      |
| 2019年（第15回） | 準々決勝進出 |                             | 3992           | NEW PIER HALL              | 2019/11/19 |                      |
| 2020年（第16回） | 準々決勝進出 |                             | 1460           | NEW PIER HALL              | 2020/11/17 |                      |
| 2021年（第17回） | 3回戦進出    |                             | 3867           | よしもと有楽町シアター     | 2021/11/1  |                      |

### その他
- キングオブコント
  - 2010年 - 2回戦（野村のみ別ユニットで）
- THE MANZAI
  - 2011年 - 2回戦
  - 2012年 - 2回戦
  - 2013年 - 認定漫才師
  - 2014年 - 認定漫才師
- THE MANZAI プレミアマスターズ
  - 2015年 - プレマスターズ出場
  - 2016年 - プレマスターズ出場
- ワタナベお笑いNO.1決定戦
  - 2016年 - 優勝[4]
- お笑いハーベスト大賞
  - 2012年 - 準決勝進出[17]
- 笑わせたもん勝ちトーナメント KYO-ICHI
  - 第2回 - ファイナル進出（Bブロック1位）
- 決戦!お笑い有楽城（ニッポン放送）
  - 2016年春 - 優勝

## 出演番組

### テレビ
- オンバト+（NHK総合）戦績1勝4敗 最高445KB
- 新世紀ネタキング決定戦（TOKYO MX、2011年1月13日）
- PON!（日本テレビ、2011年3月28日 - 2012年3月26日）
  - 「突撃PON!」突撃芸人としてレギュラー出演。これ以前は2011年1月24日などの日に出演していた。
- メレンゲの気持ち（日本テレビ、2011年3月26日）
- 新春レッドカーペット（フジテレビ、2014年1月1日）キャッチフレーズは、「泣き虫ヒーロー」
- ロンドンハーツ（テレビ朝日、2014年5月6日）- 3時間スペシャルに野村のみ出演
- 絶対!知るべきすちゃん（テレビ東京、2015年6月13日）
- 輝け!ギャラ3000円芸人（BSスカパー）
- ニノさん（日本テレビ、2016年1月17日）
- ニンゲン観察バラエティ モニタリング（TBSテレビ、2016年9月15日、11月17日）- 野村のみ出演
- にちようチャップリン（テレビ東京、2017年3月22日、4月29日、7月23日）
- 内村てらす（日本テレビ、2018年2月9日）
- ウチのガヤがすみません！（日本テレビ、2018年4月17日、10月9日）
- WEッス！（アメーバスタジオ）

### ラジオ
- 渋谷の笑撃戦隊（渋谷のラジオ、2016年4月 - ）[18]
- 笑撃戦隊のオールナイトニッポンR（ニッポン放送、2016年5月7日）

## 単独ライブ
- 2015年5月2日 - 第1回笑撃戦隊単独ライブ『怪獣スベラセールをやっつけろ』（新宿バティオス/東京）

## 単独DVD
- ヒーローショー（笑魂シリーズ、2011年4月27日）